# Zalacsány, Zala
Zalacsány  este un sat în districtul Keszthely, județul Zala, Ungaria, având o populație de 980 de locuitori (2011). 

## Demografie
Componența etnică a satului Zalacsány
     Maghiari (84,05%)
     Romi (10,66%)
     Germani (3,65%)
     Necunoscut (1,25%)
     Croați (0,38%)
     Alții (1,25%)
Componența confesională a satului Zalacsány
     Fără religie (6,02%)
     Reformați (1,94%)
     Necunoscută (90,31%)
     Alte religii (1,73%)
Conform recensământului din 2011, satul Zalacsány avea 980 de locuitori. Din punct de vedere etnic, majoritatea locuitorilor (84,05%) erau maghiari, existând și minorități de romi (10,66%) și germani (3,65%). Apartenența etnică nu este cunoscută în cazul a 1,25% din locuitori. Nu există o religie majoritară, locuitorii fiind persoane fără religie (6,02%) și reformați (1,94%). Pentru 90,31% din locuitori nu este cunoscută apartenența confesională.